# Майборода, Аскольд Александрович
Аско́льд Алекса́ндрович Ма́йборода (род. 9 сентября 1937, Якутск) — доктор биологических наук, профессор, заведующий кафедрой медицинской биологии и генетики, почётный профессор и почётный ректор Иркутского государственного медицинского университета (2005), главный редактор «Сибирского медицинского журнала», действительный член Международной академии наук высшей школы, Международной академии медико-технических наук, Польской медицинской академии имени Альберта Швейцера, почетный профессор Китайской Народной Республики, почётный работник высшего образования.

## Биография
Вся профессиональная жизнь А. А. Майбороды на протяжении 44 лет связана с Иркутским государственным медицинским университетом, который он закончил в 1963 году и в этом же году был зачислен в аспирантуру при кафедре общей биологии. На кафедре биологии прошла вся последующая трудовая деятельность А. А. Майбороды. После окончания аспирантуры работал старшим научным сотрудником, а с 1967 года — заведующим морфологическим отделом Центральной научно-исследовательской лаборатории ИГМИ. Он все эти годы был заведующим кафедры общей биологии, читал лекции по гистологии и органической химии, а с 1976 года и по настоящее время является профессором — заведующим кафедрой биологии. В 1990 году коллективом института на альтернативной основе А. А. Майборода избирается ректором ИГМИ, в 2004 году избран почетным профессором, а в 2005 — почетным ректором ИГМУ.
Формирование А. А. Майбороды как ученого, педагога проходило на кафедре, где ранее трудился заслуженный деятель науки, профессор, доктор зоологии Петроградского университета, член-корреспондент Российской Академии наук, доктор философии Гейдельбергского университета В. Т. Шевяков. Позже доктор биологических наук, профессор, выпускник Казанского университета С. И. Тимофеев и доктор биологических наук, выпускница Иркутского государственного университета А. А. Линевич, а также выпускник ИГМИ, профессор В. А. Флоренцев. Руководители кафедры биологии ИГМИ сумели создать в коллективе атмосферу творчества, культа науки и систематического самосовершенствования.
Глубокий интерес к научной работе пробудила благодатная аура науки, сложившаяся на кафедре биологии у студента 1 курса санитарно-гигиенического факультета А. А. Майбороды. Все годы учёбы в институте он самозабвенно трудился в студенческом кружке на кафедре биологии, выступал с докладами на конференциях студенческого научного общества института (СНО ИГМИ), межвузовских конференциях, неоднократно награждался почетными грамотами. Был председателем СНО ИГМИ и членом Всесоюзного общества анатомов, гистологов и эмбриологов.
Одним из главных направлений в научной деятельности А. А. Майбороды явилось изучение проблем воспаления. «Сравнительным морфологическим и гистохимическим аспектам асептического воспаления в языке некоторых представителей классов позвоночных» была посвящена кандидатская (1967) и «Органным и видовым особенностям воспаления у позвоночных» — докторская (1981) диссертации.
В исследованиях по воспалению А. А. Майборода настойчиво проводит этиологический принцип изучения механизмов воспаления в зависимости от реактивности организма и гормональных нарушений. Им рассмотрены особенности воспалительной реакции у позвоночных, развившихся в результате воздействия механического, химического и температурных факторов, токсических веществ, тяжелых металлов (свинец), кремнийсодержащей и фенопластовой пыли. Изучались органные особенности воспаления, формы клеточного взаимодействия и их регуляция в очаге асептического воспаления, а также особенности течения воспаления у человека в легких при воздействии минеральной пыли, в почечной ткани — свинца.
К оригинальным и приоритетным работам А. А. Майбороды относятся исследования влияния гормонов надпочечников, щитовидной и поджелудочной железы на клеточные реакции формообразования процесса в очаге воспаления, эндокринной регуляции формообразовательного процесса в очаге воспаления.
Научные интересы А. А. Майбороды ныне сконцентрированы на выяснении закономерностей клеточных реакций в очаге повреждения. Значение полученных данных и предлагаемых гипотез заключается в конкретизации и дальнейшем развитии представлений о воспалении как о частном случае клеточных взаимодействий о видонеспецифичности воспалительных реакций. По-новому освещается проблема органоспецифичности воспаления, механизм хронического воспаления и клеточной саморегуляции в очаге воспаления. Результатом комплекса исследований является разработка способа моделирования и количественной оценки хронического воспаления, что позволяет стандартизировать экспериментальный материал в процессе его обработки, создает возможность получить сведения о динамической структуре хронического воспаления и причинах хронизации. Предложен метод количественной оценки воспаления, который имеет международный приоритет и внедрен в практику научных лабораторий Китая, Японии и Монголии.
Широко ведутся поиск и разработка моделей для изучения взаимодействий в системе «Паразит — хозяин». Решение этой проблемы осуществляется в рамках международного сотрудничества. Важным в практическом отношении являются работы А. А. Майбороды, посвященные гельминтозам, анализу структуры гельминтозов как природного очага озера Байкал, в частности дефиллоботриоза на Малом море озера, описторхоза, токсокароза в Иркутской области и энтеробиоза в Монголии. В 1989 г. А. А. Майбородой был организован научно-производственный отряд с участием студентов ИГМИ по обследованию, дегельминтизации и лечению больных описторхозом в районах Иркутской области.
А. А. Майбородой опубликовано около 150 научных работ, в том числе «Учебное пособие по общей патологии: иммунный ответ, воспаление» (2006), утверждённое для всех медицинских вузов России. При научном консультировании по его руководством выполнено 11 кандидатских и 1 докторская диссертация.
Аскольд Александрович — высококвалифицированный, разносторонне подготовленный педагог, его лекции для студентов и врачей отличаются академизмом, новизной и доступностью изложения. На лекциях широко используются оригинальные рисунки, схемы, которые оформляются и издаются в последующем в учебно-методические пособия.
А. А. Майборода, как ректор ИГМИ в 1990—2005 годах создал ректорат, состоящий из активных единомышленников, проводящих большую работу, направленную на подготовку профессорско-преподавательских кадров (77,5 % сотрудников имеют ученую степень), внедрение новых форм хозяйствования, создание экономико-финансовой и материально-технической базы вуза, на качество педагогического процесса и гуманитарно-воспитательные вопросы. В годы его руководства Иркутский государственный медицинский университет стал одним из флагманов качественной подготовки специалистов не только страны, но и мира. Высокой наградой этой работы ректора А. А. Майбороды, ректората и сотрудников вуза явилось присвоение в 1995 году Иркутскому государственному медицинскому институту статуса университета. Престижным стал диплом Иркутского государственного медицинского университета. А. А. Майбороде удалось создать в университете атмосферу культа творчества и науки, культуры взаимоотношений, несмотря на сложное финансово-экономическое положение в стране. Забота ректора о материальном положении каждого сотрудника университета — ещё одна его отличительная черта.
А. А. Майборода проводит большую работу в качестве президента Российско-Японского фонда медицинских обменов Сибири и Дальнего Востока, председателя правления Всероссийского общества анатомов, гистологов и эмбриологов, президента Российской медицинской ассоциации при Иркутской области, члена медицинской экспертной комиссии при губернаторе Иркутской области и мэре Иркутска, члена Совета ректоров вузов Иркутска, члена диссертационных советов по патофизиологии и гигиене.
Аскольд Александрович с энтузиазмом занимается охотой и рыбалкой. Активно пропагандирует их среди своих друзей, коллег и воспитанников. Автор трех научно-популярных книг «Десять дней на переписи медведей», «На ловле тайменя», «За сокровищем Байкала».

## Награды и звания
1. Орден «Почета».
2. Золотая медаль им. Альберта Швейцера (2001).
3. Заслуженный деятель науки МНР.
4. Заслуженный деятель науки республики Бурятия.
5. Передовой Работник сферы образования Монголии (2002).
6. Медаль 80-летия организации системы образования Монголии (2001).
7. Почетная медаль (высшая награда ассоциации монгольских преподавателей) «Девять сокровищ» (2004).
8. Почетный знак монгольского союза организаций дружбы (2002).

## Основные печатные работы
1. Майборода А. А. Три сокровища Сибири. — Иркутск: Изд-во ИГУ, 2007. — 160 с.
2. Майборода А. А. Щучьими тропами. — Иркутск, 2010. — 47 с.